# 胡梅庵
胡梅庵（1895年—1968年），即胡以庸，中华民国银行家、收藏家，中国通商银行重要人物。

## 生平
名胡以庸，字定梅，号梅庵，1895年生于浙江宁波府定海县（今浙江舟山定海区）。早年在宁波、上海钱庄（近代银行雏形）做学徒，精通金融账目管理，升任钱庄经理。1918年3月，任上海取引所董事。在上海以钱庄领袖身份向北洋政府建议细分货物税，增添广告税，获得北洋政府采纳，遂入北洋财政部任职。
1927年南京国民政府成立后南下任职南京财政部，建议流转税与所得税并行税制，获得采纳。1933年，获财政部长孔祥熙招揽，同年11月，出任中华民国中央银行业务局副局长，负责交流疏通央行和国内各大银行关系，并获选第四届票据交换所委员会委员。1935年初，财政部“赤字财政”受抵制，实力雄厚的江浙财团抵制认购政府公债，亦反对入股注资政府主导的银行系统，央行压力极大，胡出面游说，终获得支持，江浙资本家愿意承购一半中國銀行資本股，约合20万股4000万元，解央行流通之急。胡于是全责打理央行国内款项事务。1935年，中国通商银行改制“官商合办”，胡出任副总经理，亦任浙江通商银行总经理。后胡出任中央银行副经理，中国通商银行总经理，杜月笙出走后代理中国通商银行董事长。1941年春，央行因二战西迁重庆，胡滞留上海，同年12月9日，胡在上海主持会议宣布央行上海分部业务解散。1945年，国民政府为恢复西南二战后经济，成立川康银行，胡任总经理至1949年2月。
1949年迁居香港。1968年8月，在香港逝世，葬香港九龙長沙灣天主教聖辣法厄爾墳場。

## 足球
胡生前爱好足球，曾任“民国第一队”上海东华足球队（相当于今足球俱乐部）会长、东华体育会董事，曾主持东华足球队的草创。亦曾捐地斥资支持民国足球事业。

## 收藏
胡富收藏，和张大千是挚友，身前收藏多幅张的佳作。
- 张大千1938年作《蜀道秋云图》，专赠胡，张称胡“梅庵三兄”[8]。
- 张大千1928年作《柳下倚树寻春图》，原为胡旧藏[9]。
- 《苏文忠公遗砚拓本》，原为胡旧藏，钤印：定梅胡梅庵审藏[2]。
- 《晋乐毅论拓本》，原为胡旧藏，钤印：定梅胡梅庵审藏[10]。
- 晚明蓝瑛1655年绘《竹石兰花》扇面，鉴藏印：定海胡梅庵审藏[11]。
- 晚明张瑞图《仿米氏山水》立轴，原为胡旧藏[12]。
- 明陈道复《牡丹》镜心水墨纸本，胡旧藏[13]。
- 明佚名作《松溪话别图》，原为胡旧藏[14]。

## 家庭
与小港李家联姻，娶李如山二女李婢娟。
- 兄胡以鲁：即胡仰曾，语言学家[16]。
- 弟胡远声：曾任中国通商银行襄理，胡在中国通商银行的部下，上海财经大学早期奠基人之一。
- 内弟李祖基：小港李家人，李祖永二弟，曾任中国通商银行经理，胡在中国通商银行的部下。
- 表弟孙山曦：民国银行家。
- 表弟孙尔瓒：清末民国教育家。
- 侄胡实声：社会学家[17]。

## 遗物
胡与海上书画家多有交往，今遗有吳涵刻『胡以庸』、高時敷刻『胡以庸』，韓登安1942年刻『定海胡梅庵審藏』印章。